# Résolution 322 du Conseil de sécurité des Nations unies
Membres permanents
- Chine
- États-Unis
- France
- Royaume-Uni
- URSS

Membres non permanents
- Argentine
- Belgique
- Guinée
- Inde
- Italie
- Japon
- Panama
- Somalie
- Soudan
- Yougoslavie

Résolution no 321 Résolution no 323
La résolution 322 du Conseil de sécurité des Nations unies est adoptée à l'unanimité lors de la 1 677e séance du Conseil de sécurité des Nations unies le 23 octobre 1972, après avoir réaffirmé les résolutions précédentes et examiné la reconnaissance par l'Organisation de l'unité africaine des mouvements révolutionnaires d'Angola, de Guinée-Bissau, du Cap-Vert et du Mozambique, le Conseil a demandé au gouvernement du Portugal de cesser ses opérations militaires et tout acte de répression contre la population de ces territoires. La résolution demandait au Portugal d'engager des négociations avec les parties concernées en vue de parvenir à une solution des affrontements armés et de permettre aux populations de ces territoires d'exercer leur droit à l'autodétermination et priait le Secrétaire général de suivre l'évolution de la situation et de faire rapport périodiquement au Conseil.

### Sources
- (en) Cet article est partiellement ou en totalité issu de l’article de Wikipédia en anglais intitulé « United Nations Security Council Resolution 322 » (voir la liste des auteurs).

### Texte
- Résolution 322 sur fr.wikisource.org
- Résolution 322 sur en.wikisource.org